# Augny
Augny là một xã trong vùng Grand Est, thuộc tỉnh Moselle, quận Metz-Campagne, tổng Montigny-lès-Metz. Tọa độ địa lý của xã là 49° 03' vĩ độ bắc, 06° 07' kinh độ đông. Augny có điểm thấp nhất là 165 mét và điểm cao nhất là 361 mét. Xã có diện tích 14,98 km², dân số vào thời điểm 2004 là 2467 người; mật độ dân số là 164,5 người/km². Augny nằm vài km về phía nam của Metz.

## Thông tin nhân khẩu
| 1962  | 1968  | 1975  | 1982  | 1990  | 1999  |
| ----- | ----- | ----- | ----- | ----- | ----- |
| 1.074 | 1.148 | 1.390 | 1.503 | 1.576 | 1.738 |